# Неоконфуціанство
Неоконфуціанство (кит. трад.: 宋明理學; піньїнь: Sòng-Míng lǐxué, часто скорочується до lixue 理學) — термін західної філософії та історіографії, яким позначають напрямок східноазійської філософії, що виникла в Китаї в 11 столітті і була панівною в Східній Азії до середини 19 століття. Ця філософія виникла на базі конфуціанства і увібрала у себе елементи даосизму і буддизму.

## Назви
- Вчення Шляху (кит.: 道学, дао сюе) — використовувався одним із апологетів неонконфуціанства Чжу Сі (1130–1200), однак поширення не отримав через плутанину із даосизмом та стародавніми китайськими культами.
- Вчення Принципу (кит.: 理学, лі сюе) — використовувався з 1241 року в китайській династії Сун для позначення неоконфуціанської школи Чен-Чжу (кит.: 程朱学派). Її засновниками вважаються Чжу Сі та представники лоянської школи, брати Чен Хао (1032–1085) та Чен І (1033–1107).
- Вчення Серця (кит.: 心学, сінь сюе) — використовувався з 16 століття для позначення неоконфуціанської школи Лу-Ван (кит.: 陆王学派). Її засновниками вважаються Лу Сяншань (1139–1192) та Ван Янмін (1472–1529).
- Вчення Реальності (кит.: 事学, ші сюе)
- Вчення Мудрості (шен сюе)
- Вчення Сун (кит.: 宋学, сун сюе) — використовувався в часи династії Цін (1644–1912).

## Загальний нарис
У найвужчому сенсі неоконфуціанством називають вчення філософів 11 — 12 століття, які були виокремленні офіційною «Історією Сун» у філософський напрямок «Вчення Шляху», а саме Чжоу Дуньї, Чжан Цзая, Чен Хао, Чен І, Чжу Сі, а також їхніх найближчих учнів і послідовників. У широкому сенсі неоконфуціанством називають вчення всіх китайських мислителів 11 — 17 століття, часів династії Сун та Мін (Ван Тінсян), в роботах яких провідною темою виступала тема конфуціанства. За часів династії Цін розвилося так зване ханське вчення, один із різновидів неоконфуціанства. Одним з його представників був Дай Чжень.
Назви неоконфуціанства підкреслюють його різні аспекти: «вчення Сун» — час виникнення; «вчення реалістичності» — «реалістичність» і «практичність» на противагу даосизму і буддизму, які проповідують відхід у недію і заперечують реальність; «вчення шляху» — дотримання істинного шляху — Дао; «вчення мудрості» — визнання за кожною людиною можливості особисто досягти «досконалої мудрості» в силу апріорі «доброї природи» людини.
Центральними поняттями неоконфуціанської філософії є природа людини (性, сін), перевизначеність, справедливість (義, і), принцип (理, лі), серце (心, сінь), енергія (気, ці).
Занепад класичного неоконфуціанства був викликаний розвитком напрямку каочжен 考證/考证 («дослідження, доведення») наприкінці 18 та у 19 століттях, прихильники якого засуджували абстрактні спекуляції своїх попередників. За методом каочжен вчені намагалися наблизитися до витоків значення текстів конфуціанского канону, вживаючи філологічні дослідження замість космологічних кореляцій та узагальнень. Це наблизило китайське канонознавство до західної науки та сприяло народженню ідей що співвідносяться із сучасними науковими дисциплінами (наприклад, історична фонетика у дослідах трактату Ши цзін, епіграфіка тощо).
Сучасне «неоконфуціанство» (Нове Конфуціанство) відійшло від текстологічного зосередження та отримало характер філософської течії що вживає традиційний термінологічний апарат у полеміці із західною філософією.